# 石山基文
石山 基文（いしやま もとふみ）は、幕末の公家、明治期の官僚・華族。子爵。

## 経歴
山城国京都で、姉小路公遂の二男として生まれ、石山基逸の養子となる。天保12年（1841年）に元服し、昇殿を許され左京権大夫となる。安政5年（1858年）廷臣八十八卿列参事件に加わった。文久3年10月（1863年）左少将に就任、さらに左兵衛督となる。元治元年7月19日（8月20日）の禁門の変では長州藩側として動き、参朝停止、他人面会・他行の禁止を命ぜられた。慶応3年1月（1867年）赦免され、その後、左近衛権中将に任じられた。
慶応4年9月7日（1868年10月22日）弁事として出仕。以後、左近衛督、宮内省出仕、次侍従などを歴任し、明治4年9月29日（1871年11月11日）侍従に就任。明治5年4月28日（1872年6月3日）免本官となった。
1884年7月8日、子爵を叙爵した。

## 栄典
- 1891年（明治24年）1月24日 - 勲五等瑞宝章[5]

## 系譜
- 父：姉小路公遂
- 母：不詳
- 養父：石山基逸
- 妻：石山篤子（あつこ、甘露寺勝長二女）[6]
- 長男：石山基正（参与・雅楽部副長）[6]
- 弟：澤宣嘉（外務卿）